# Teoria autochtonicznego pochodzenia Słowian

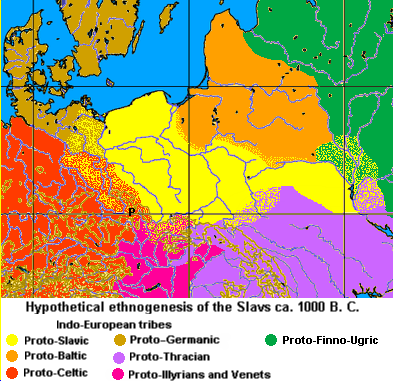
Hipotetyczna etnogeneza Słowian około 1000 p.n.e. według teorii autochtonicznej

Teoria autochtonicznego pochodzenia Słowian, teoria autochtoniczna – koncepcja tłumacząca pochodzenie Słowian od hipotetycznego ludu, Prasłowian, utożsamionego przez Józefa Kostrzewskiego z twórcami kultury łużyckiej. Prasłowianie mieli zamieszkiwać tereny dzisiejszej Polski już w epoce brązu (jako autochtoni lub napływ).

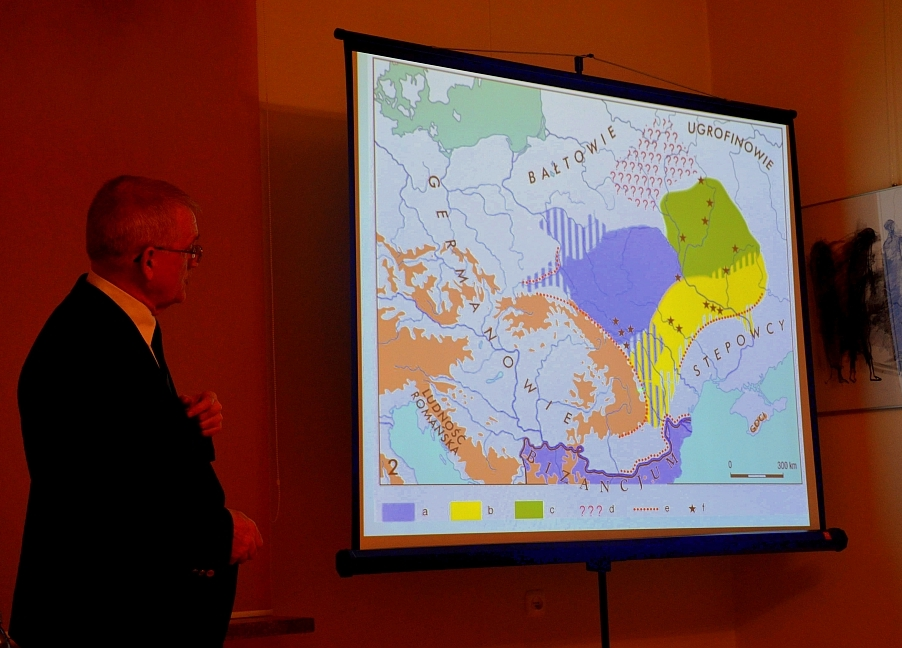
Siedziby Słowian do VII w n.e. (kolor niebieski) w świetle współczesnych badań archeologicznych prezentuje Michał Janusz Parczewski (2013).

Teoria autochtoniczna Kostrzewskiego z roku 1913 była odpowiedzią na powstałą kilka lat wcześniej teorię allochtoniczną, pogląd umieszczający siedziby wczesnych Słowian bardziej na wschodzie, w dorzeczu Dniepru (autorem pierwszej publikacji z roku 1902 na ten temat był czeski archeolog Lubor Niederle). Pierwsi Słowianie przypuszczalnie dotarli na ziemie współczesnej Polski w najbardziej wysuniętym na południowy wschód jej zakątku (okolice Przemyśla i Rzeszowa). W periodyzacji dziejów okres ten nazywany jest okresem rzymskim i dotyczy terenów zajętych przez Celtów po rzekę San i dalej.
Hipoteza autochtoniczna była popierana przez archeologów K. Jażdżewskiego, W. Hensla i L. Leciejewicza, językoznawców T. Lehra-Spławińskiego i M. Rudnickiego oraz antropologa J. Czekanowskiego, a zwalczana przez zwolenników szkoły allochtonicznej (m.in. J.M. Rozwadowskiego) oraz przedstawicieli tradycji badawczych krakowskiej szkoły archeologii historycznej, uformowanej przez Kazimierza Godłowskiego.
Istnieją też koncepcje łączące kulturę trzciniecką z kolebką Prasłowian (na ziemiach polskich cztery zachodnie grupy tej kultury).
Pogląd o nieprzerwanej obecności Słowian nad Odrą i Wisłą przynajmniej od 1500 roku przed naszą erą obowiązywał, również ze względów geopolitycznych, w polskiej archeologii do końca XX wieku.
Przesłanek dla potwierdzenia teorii autochtonicznego pochodzenia Słowian dostarczają niektóre współczesne badania genetyczne, na przykład analizy haplogrup mtDNA.
Na podstawie badań kompletnych genomów mitochondrialnych zidentyfikowano haplotypy w obrębie haplogrupy H5, charakterystyczne tylko dla populacji słowiańskich. Zidentyfikowano podhaplogrupy mtDNA: U4a2a, U4a2, HV3, również występujące z największą częstością w społeczeństwach słowiańskich. Wyniki pozwoliły wysunąć przypuszczenie, że  przodkami współczesnych populacji słowiańskich mogą być przedstawiciele kultur neolitycznych lub co najmniej populacji z okresu brązu z terenu centralnej Europy.